# Амос (дем Каламата)
Вижте пояснителната страница за други значения на Амос.
Амос или Бали ага (на гръцки: Άμμος, до 1927 Μπαλιάγα, Бали ага) е село в Република Гърция, област Пелопонес, дем Каламата. Амос има население от 254 души. Разположено е на няколко километра северозападно от Каламата.

## Личности
Родени в Амос
- Антониос Цитурас, гръцки андартски деец, възможно родом и от Арис